# Finale Emilia
Finale Emilia là một đô thị ở tỉnh Modena thuộc vùng Emilia-Romagna, có vị trí cách khoảng 35 km về phía bắc của Bologna và khoảng 35 km về phía đông bắc của Modena. Tại thời điểm ngày 31 tháng 12 năm 2004, đô thị này có dân số 15.354 người và diện tích 104,7 km².
Đô thị Finale Emilia có các frazioni (đơn đơn vị cấp dưới, chủ yếu là các làng) Massa Finalese and Canaletto.
Finale Emilia giáp các đô thị: Bondeno, Camposanto, Cento, Crevalcore, Mirandola, San Felice sul Panaro.